# 涅涅茨人
涅涅茨人是俄羅斯北方極地區域萨莫耶德人中的一支。据2010年人口普查，在俄罗斯有44,640名涅涅茨人，他们大多数居住在亚马尔-涅涅茨自治区、涅涅茨自治区及泰梅爾多爾干-涅涅茨區，从科拉半岛到泰梅爾半島靠近北極圈的北冰洋沿岸地区。涅涅茨人讲冻原涅涅茨语或者森林涅涅茨语，这两种语言并不能互通。在本族语中，涅涅茨即為「人」的意思。傳統的涅涅茨人以捕魚、打獵、馴養馴鹿為生。
在俄罗斯联邦，涅涅茨人享有人数稀少原住民的地位。

## 分布范围

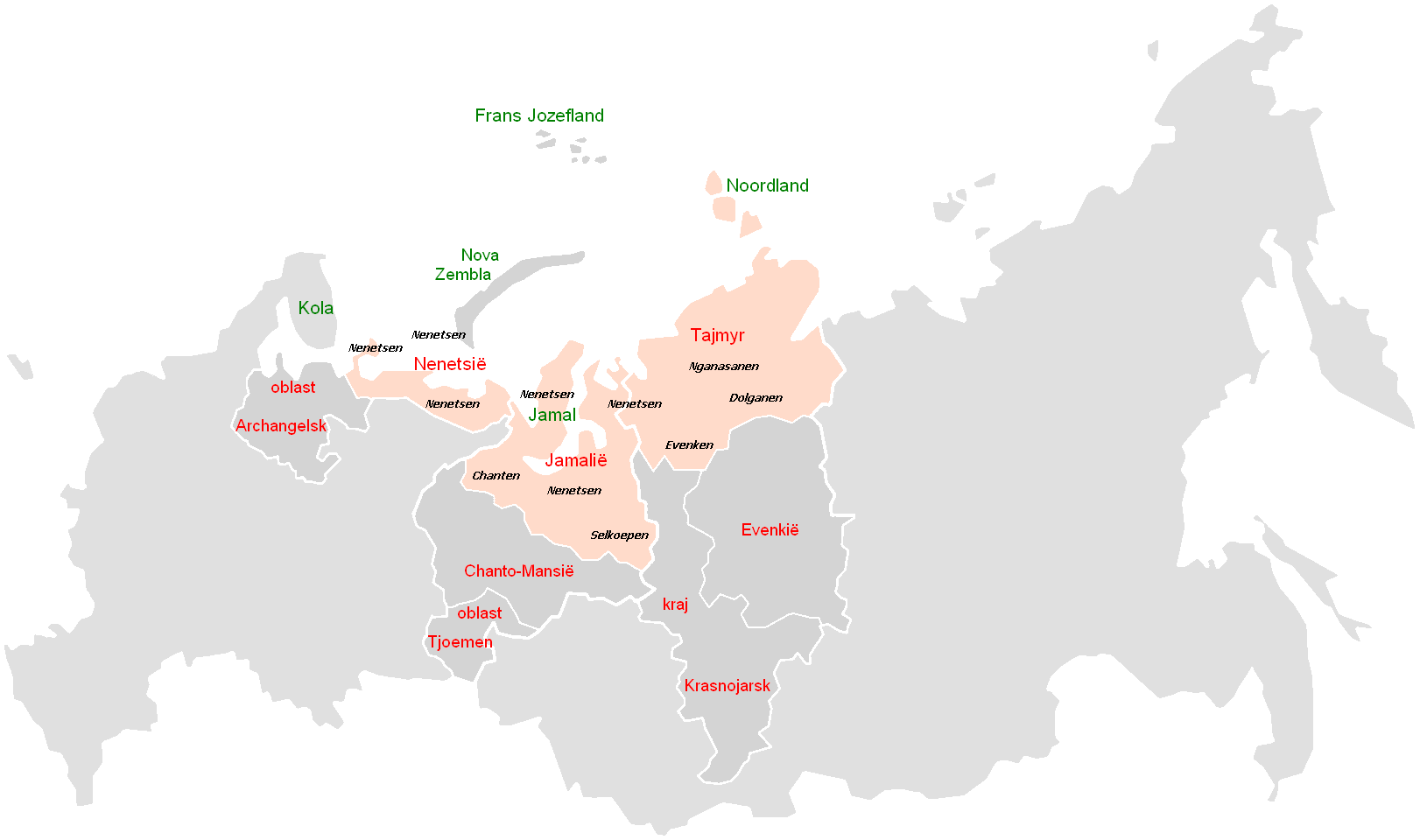
涅涅茨人分佈地區（粉红色）

在2010年的俄羅斯人口普查中，涅涅茨人的人口数量44,640人。涅涅茨人多數居住在亞馬爾-涅涅茨自治區、涅涅茨自治區及泰梅爾多爾干-涅涅茨區。凍原涅涅茨人的領土由西往東是從白海的卡寧半島（約45° E）延伸到西半部的泰梅爾半島（約85° E），總長約2000公里。北邊從一些像是科尔古耶夫岛這種在北極海中巴倫支海及喀拉海的島嶼開始，到新地島的南部。在南邊凍原涅涅茨人的土地沿著北方森林線居住，由南到北總長約700公里，凍原涅涅茨人的後裔也有一部分居住在科拉半島。森林涅涅茨人的領土較為集中的座落北方針葉林的區域從北方的鄂畢河中游支流（約70° E）開始延伸，到普爾河的上游（約77° E），總長約400公里。

## 語言
涅涅茨語屬於烏拉爾語系的萨莫耶德语族，涅涅茨語的文字根據拉丁字母於1932年被創造。涅涅茨語分為兩種語言：森林涅涅茨語與凍原涅涅茨語，兩者差異甚大且不能相互溝通。在西伯利亞有約26500-27000的人口使用涅涅茨語，其中大多數是年長一輩的人在使用此語言。涅涅茨語的精通使用率正在漸漸的惡化（從1970年的83%下降到1989年的79％），而選擇俄羅斯語為第二語言的人數则急速增高。涅涅茨語現在在涅涅茨國民小學被列為義務教育的一環，同時，聯合國教科文組織將涅涅茨語列為瀕危語言。

## 地理環境

### 地形
主要由苔原、森林、湖泊、沼澤組成，另有部分山區，山脈主要位於西部，綿延200公里，高度可達1500米。水資源豐富多樣，包括：喀拉海的海岸，眾多的海灣、河流、湖泊、濕地和地下水。喀拉海鄂畢灣是俄羅斯北極地區最大的海灣，面積為44 000平方公里。約有30萬個湖泊，4.8萬條河流，其中最大的是鄂畢灣的河口、納德姆河和塔茲河。鄂畢河是俄羅斯最長的河流之一。湖泊多為冰川起源。地下水包括溫泉水儲量。

### 氣候
境內包含北極、亞北極區和北部西西伯利亞平原三個氣候帶，永久凍土層，接近冷喀拉海。擁有長達8個月漫長的冬天和短暫的夏天，風大但雪量小，磁暴頻繁，伴隨著極光。北極地區的氣候特點是冬天漫長嚴寒，暴風雪頻繁，雨量少，夏季很短約50天。亞北極區主要是亞馬爾半島的南部，氣候屬大陸性，雨稍多，夏季約68天。大陸性氣候帶主要是西西伯利亞平原的北部針葉林，平均溫度較高，夏季天氣比較熱和潮濕，最多100天，且河流只在一到兩個月為流動的狀態。在最冷月（一月），氣溫在-15° C和-30° C之間；在最暖月（七月）氣溫為10° C之間。

## 歷史沿革
在西元一千年前，第一支萨莫耶德人從接近蒙古的阿爾泰-薩彥地區遷徙至北極。在那裡，他們與當地北極地區身材較為短小的原住民繁衍後，成為了涅涅茨人。這群身材短小的原住民在涅涅茨人的傳說中被稱為西希尔佳人，有些涅涅茨人甚至宣稱自己是西希尔佳人的後裔。
涅涅茨人在11世紀與俄羅斯毛皮商人接觸。雖然有少數的軍火及稅賦的徵收，但多數都為和平的接觸。俄羅斯稱涅涅茨人的領土為「午夜的土地」。對涅涅茨人來說，俄羅斯人為地獄之王蚜神的後裔。
在大約15世紀要結束時，俄羅斯水手發現了第一個在西伯利亞的俄羅斯貿易點。 在16世紀，城鎮與堡壘在西伯利亞被設立。亞馬爾-涅涅茨自治區的首都薩列哈爾德即為1595年鄂毕多尔斯克堡壘。在那之前，由於涅涅茨人為完全的遊牧而且只使用帳篷作為休息之處，所以涅涅茨人的領土並沒有任何的定居地。這個在涅涅茨人領土發現的常駐定居地，不僅代表一種完全外來的生活方式及世界觀侵入了原先涅涅茨人先前不定居的生活，也是俄羅斯人開始俘虜涅涅茨人以得到更多的黑貂毛皮作為供品的證據。
在17世紀，許多西伯利亞的部族被俄羅斯的軍隊所打敗並且被登記，而凍原涅涅茨人因為其遊牧的特性而不容易被擊敗，也在此時這支部族遷往了凍土區域。
在18世紀早期，基督化西伯利亞地區的運動開始了，涅涅茨人與其他萨莫耶德人開始了野蠻運動來對抗這個新的信仰，這個運動包含了焚燒整個基督化的城鎮、殺害女人及小孩、殘害屍體及進行活人獻祭。
在之後的18世紀，幾乎沒有更進一步基督化涅涅茨人的動作。1827年，一個基督教的使節團拜訪了涅涅茨人的聖地瓦伊加奇岛，他們摧毀了400座神社。在同一時間，他們也使大多數在歐洲凍土生活的涅涅茨人基督化。剩餘未基督化的涅涅茨人逃離了該處並越過了烏拉山脈前往亞洲凍土區域（今日的亞馬爾-涅涅茨自治區）加入當地未基督化的亞馬爾涅涅茨人。
在1820年代，在鄂毕多尔斯克，涅涅茨人的長老領袖這個位置開始變得穩定。長老領袖收集稅賦，持續記錄且在當地傳統的涅涅茨法律下擔任法庭的法官。在1920年開始，俄羅斯人開始合併涅涅茨人進入蘇維埃社會，使他們進入工作及教育體系。1926年，發行了第一本涅涅茨語的字母書籍，有一些涅涅茨人被送到列寧格勒以受訓成為教師。在1929年，遊牧馴鹿牧民被快速地組織進入集體農場。1935年，已經有104個遊牧家族在不同的5個集體農場工作。
在1930和1940年代，剩餘的涅涅茨人開始對俄羅斯的控制產生反動。但在1940年，在亞馬爾-涅涅茨自治區已經有80%的人口在集體農場工作，但多數的涅涅茨人仍私下擁有馴鹿。在1980年代，私有牲畜的限制完全被移除，在1994年亞馬爾半島有17万头馴鹿，10万头是私有的。在1945年，政府為了使國家人口的識字率提高，開始對不讓兒童前往就學的學校及家長罰款。1950年代結束時，大多數的涅涅茨兒童都前往就學及識字。
1960年代開始，石油及天然氣公司開始在亞馬爾-涅涅茨自治區建造油管及天然氣管，這些公司常常破壞該當地的環境，這些管線不僅分割了涅涅茨人遊牧的路線，也污染了河流。但同時這些公司的稅賦也被用來在當地建造基礎設施。在亞馬爾半島的未來被大大地改變，有全新的公路、鐵路及氣田計畫。

## 親屬關係

### 親屬群體
傳統涅涅茨人的社會單位是屬於父系外婚氏族。在大約1990年代中期，大約100支氏族存活下來並或多或少的保有其關於他們自己的傳統起源。最重要的是，每個氏族都保有他們原本的名字，這個名字也被官方用作該名族成員的姓。因此，涅涅茨人是在北方少數民族中極少數擁有非俄羅斯姓氏的民族。

### 親屬稱謂
涅涅茨人的基本親屬稱謂系統主要區分成三個年長階級（祖父母、父母、比自己年長的手足）以及兩個年幼階級（比自己年幼的手足、小孩），以上五個由年齡區分的階級。此稱謂較於著重在區分男性而非女性，但一些重要的分類（手足、小孩、丈夫的父母、丈夫的年幼手足等）則是用未區分性別的稱謂所表達。

## 婚姻及親屬

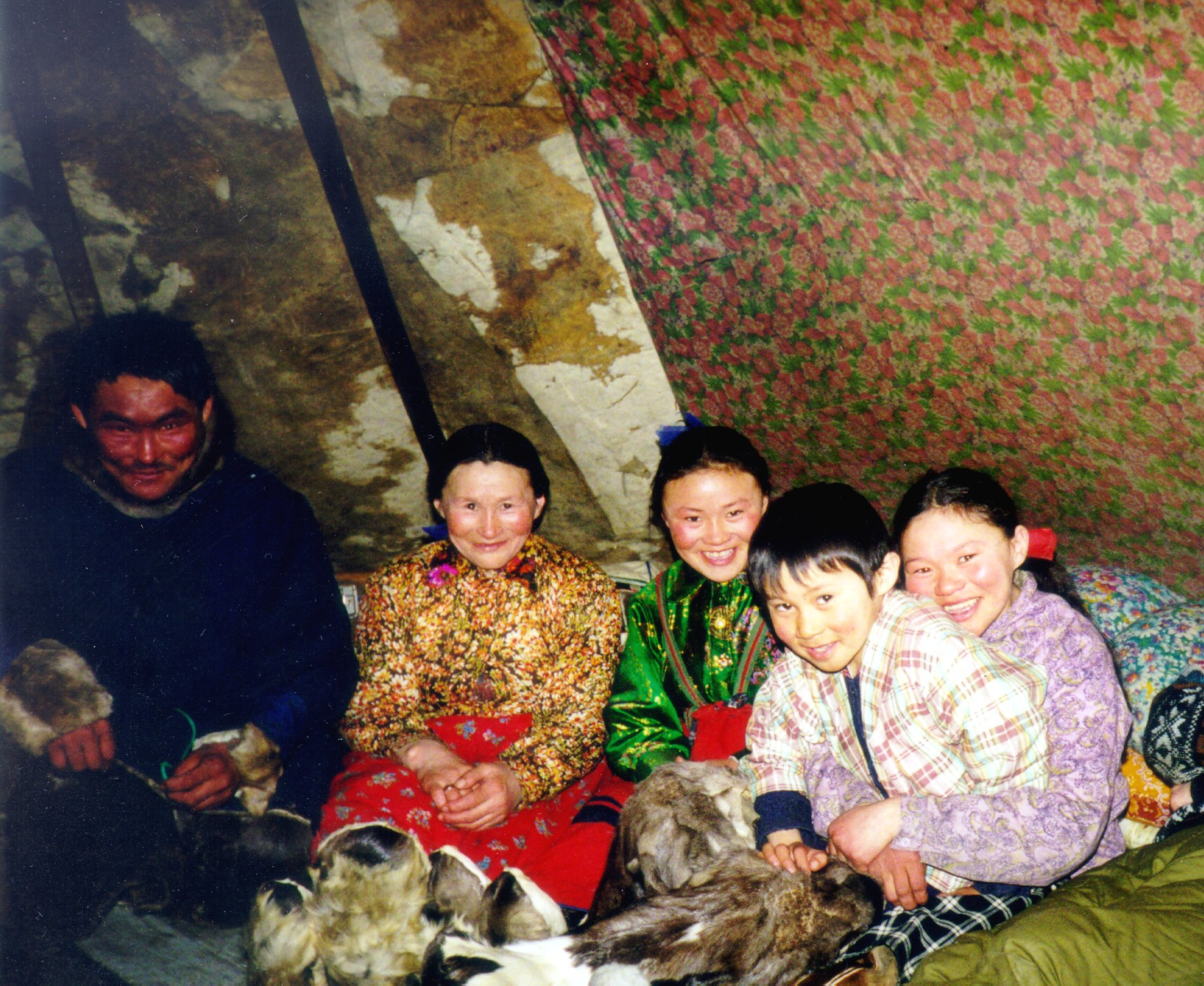
涅涅茨人的家庭

### 婚姻
在過去，氏族的領導者主導婚姻這件事，在一夫多妻的制度下，婚姻被視為偶發的事件。

### 家計單位
在家庭中，婦女的地位有時劣於男性，禁忌限制了婦女的活動，尤其是與經期、懷孕、分娩相關聯。因此，男性負責一切有關生活的活動，而女性負責照顧居所、製衣以及照顧小孩。

### 社會化的過程
涅涅茨人的孩童在很小的時候就被教導獨立，以及成長之後不同性別的責任義務。

## 產業與生活

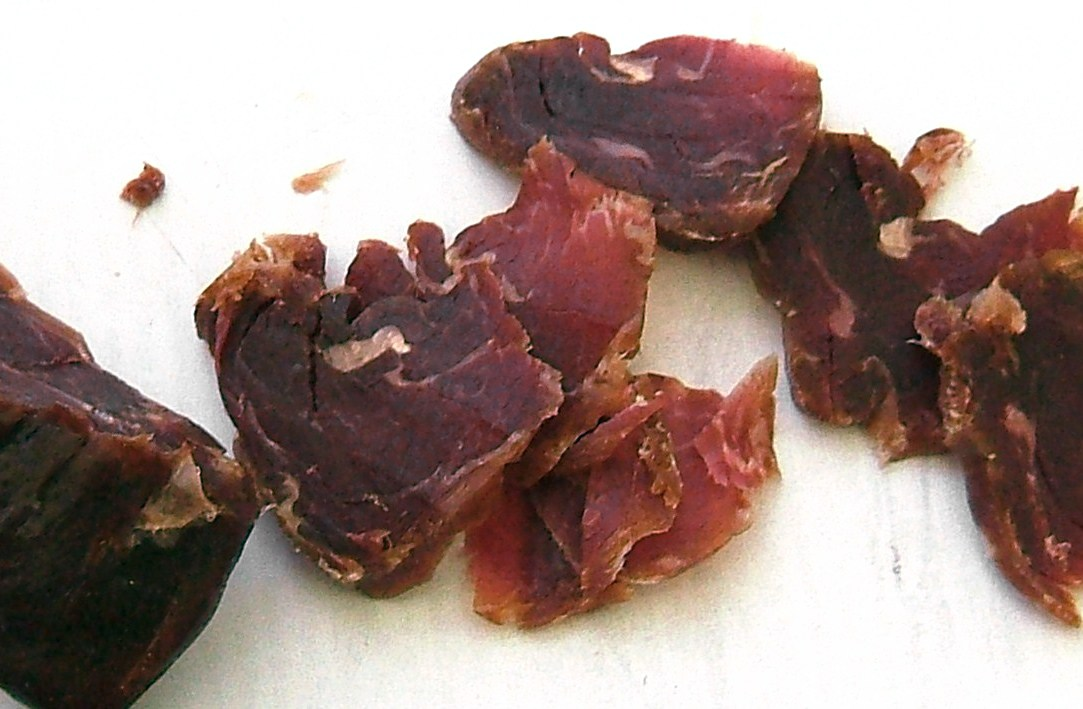
乾馴鹿肉

涅涅茨人主要依靠魚類以及馴鹿作為生活資源。狩獵野生的馴鹿對於過去的涅涅茨人是重要的，但在今日已經大量的更換成有系統的畜牧馴鹿。森林涅涅茨人屬於小規模的畜牧，而凍原涅涅茨人屬於大規模的畜牧。在1990年代中期，將近三分之一的馴鹿群都在凍原涅涅茨人的領土內。雖不一定是當地的畜牧者，但都是受到涅涅茨人的控制。自從1930年強迫的集體化生產開始，由於官方准許的私人畜養數目不足其賴以維生，所以涅涅茨畜牧者在經濟上是處於艱困的地位。

## 信仰
薩滿教仍然在涅涅茨人中實踐著，但因為薩滿畏懼讓外界得知，所以只會出現在較小的群體中。涅涅茨人有著以當地的神靈為中心的萬物有靈論信仰，祂常常以娃娃的形式做為代表，而這個娃娃會被放在神聖的雪橇之上。其他的娃娃代表著先祖之靈的複製體，負責保護涅涅茨人家園的安全。這些娃娃們會被放在自己的家中，如果有求於其，涅涅茨人會獻上血或是伏特加給娃娃。有時候，神聖的雪橇會被塗抹上新鮮麋鹿的血液以祈求和平。涅涅茨人祖先的知識用傳說或者是歌曲的形式保存下來。這些音樂不用複雜的樂器表現，而是只有薩滿用鼓來讓自己進入類似出神的狀態。在今日，在傳承知識或者是傳述故事的領域正大幅的下降，因為這些東西很難與現代的音樂以及文學相抗衡。

## 藝術
在涅涅茨人中，源於生活的藝術品不多，大多數都侷限於在衣服上的裝飾品。但他們在口述文學及音樂上有不少重要的傳統。長篇的史詩歌曲（siudbabts）及短篇的個人歌曲（yarabts）為兩大種類。古老的史詩歌曲中只有一些片段還有在歌頌，但是短篇的個人歌曲仍然存在著且發展成不同的形式。有些當地的詩人或者作家就以涅涅茨人短篇的個人歌曲作為基礎創作。在1990年代，部分的詩人及作家開始呼籲幫助涅涅茨人保存他們的文化遺產及民族獨特性。

## 圖片

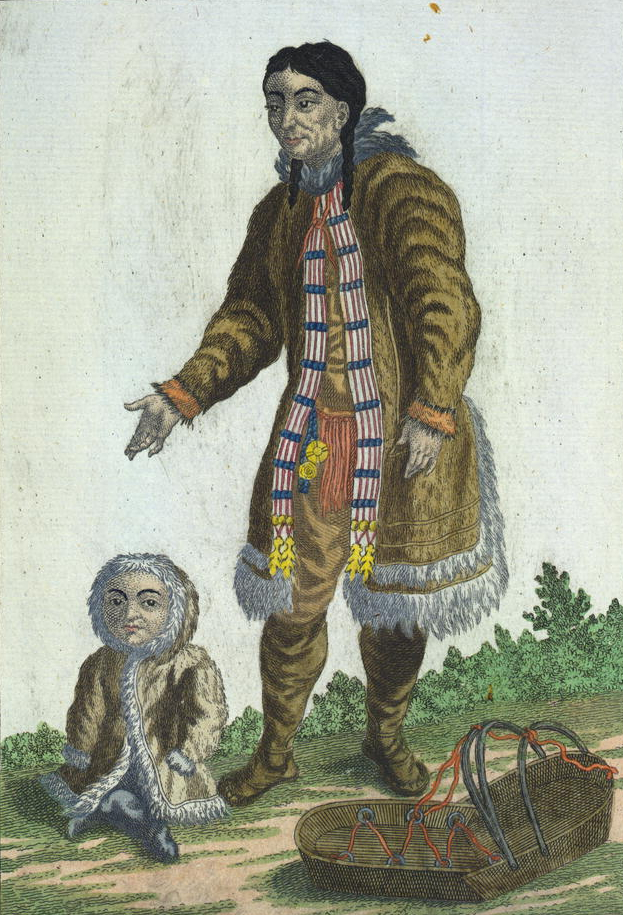
穿着夏裝的萨莫耶德女人
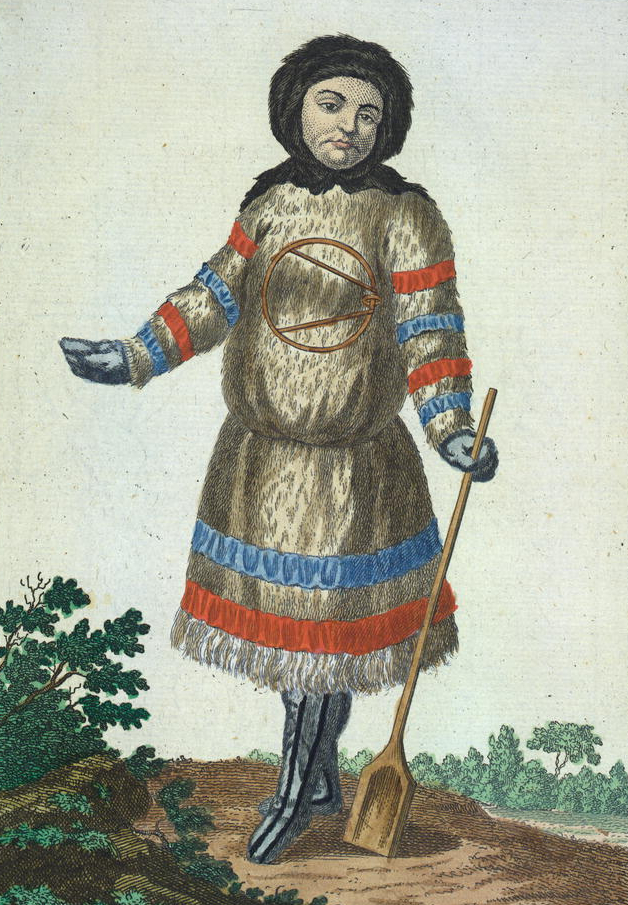
萨莫耶德人
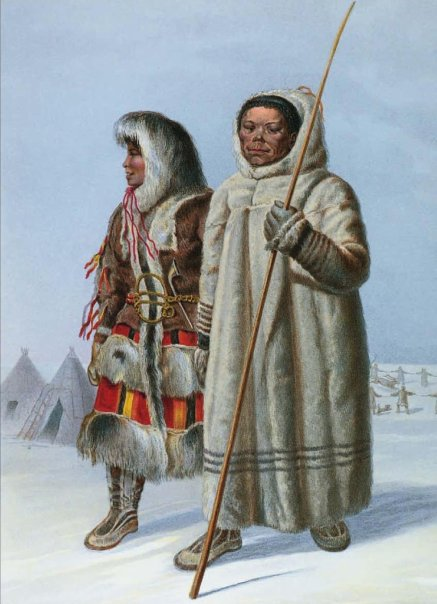
梅津萨莫耶德人
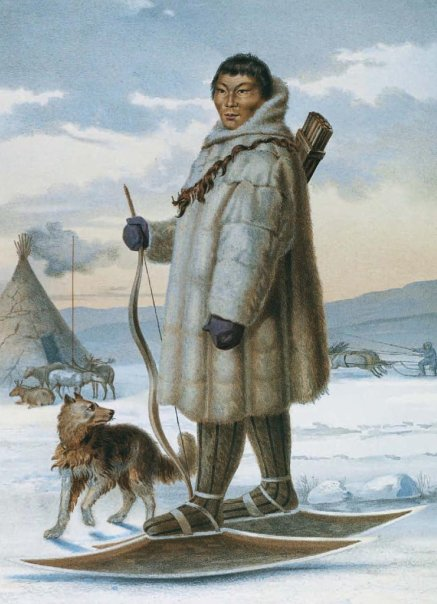
涅涅茨男人

## 外部連結
- Endangered Uralic Peoples （页面存档备份，存于）
- Jarkko Niemi: The types of the Nenets songs. 1997 （页面存档备份，存于）
- Minority languages of Russia on the Net （页面存档备份，存于）
- The Red Book of the peoples of the Russian Empire （页面存档备份，存于）
- Article on Nenets religion, culture and history
- BBC: Nenets Tribe （页面存档备份，存于）
- Photos of Nenets reindeer herders （页面存档备份，存于）
- «Мир в лицах»: фотограф полгода путешествовал по Сибири, где заснял представителей коренных народов России （页面存档备份，存于）